# Hoplitis deserticola
Hoplitis deserticola är en biart som först beskrevs av Timberlake och Michener 1950. Hoplitis deserticola ingår i släktet gnagbin och familjen buksamlarbin. Inga underarter finns listade.
Arten förekommer på USA:s västkust, och flyger framför allt till blommande växter som korgblommiga växter och strävbladiga växter.